# Somerset Lowry-Corry
Pour les articles homonymes, voir Corry.
Pour l’article homonyme, voir Somerset Lowry-Corry (2e comte Belmore).
Somerset Richard Lowry-Corry (9 avril 1835 – 6 avril 1913), 4e comte Belmore, connu sous le nom de vicomte Corry, était un noble irlandais et homme politique conservateur qui fut le quatorzième gouverneur de Nouvelle-Galles du Sud.

## Vie
Belmore est né à Bruton Street, à Londres. Il était le fils aîné d'Armar Lowry-Corry, 3e comte Belmore et d'Emily Louise Pasteur et succéda à son père dans le comté en 1845, à l'âge de 10 ans. Il fit ses études à Eton et au Trinity College de Cambridge où il obtint son diplôme en 1856. Lord Belmore fut élu représentant de l'Irlande par les pairs et siégea à la Chambre des lords de janvier 1857 jusqu'à sa mort. Il fut sous-secrétaire d'État pour les Affaires intérieures dans le gouvernement du comte de Derby de juillet 1866 à août 1867, et fut ensuite nommé gouverneur de Nouvelle-Galles du Sud, le 22 août 1867.

## Gouverneur de Nouvelle-Galles du Sud
Il est devenu gouverneur de Nouvelle-Galles du Sud le 8 janvier 1868 à un moment où le gouverneur n'était pas encore un simple figurant représentant le gouvernement colonial mais il était encore un officier impérial responsable devant le gouvernement britannique. Le 12 mars 1868, il assistait à une réception lors de la visite du Prince Alfred au bord de la mer à Clontarf dans la banlieue de Sydney lorsque Henry James O'Farrell tira dans le dos du prince et affirma avoir l'intention de tirer aussi sur Belmore. Bien que Belmore n'ait pas vu personnellement l'incident, il organisa le transfert du prince à l'hôpital et transmit au gouvernement colonial une demande du Prince pour que l'on se montre clément vis-à-vis d'O'Farrell, demande qui fut ignorée. Il travailla efficacement à calmer les passions sectaires déclenchées par l'incident.
Belmore réussit à faire voter l'Audit Act 1870 qui établit le principe selon lequel les dépenses publiques devaient être approuvées par les deux chambres du parlement, ce qui n'était pas le cas jusqu'à cette date. Il trouva les étés à Sydney trop lourds et loua une maison de campagne à Throsby Park, près de Moss Vale. Il démissionna pour protéger la santé de son épouse et reprendre sa carrière parlementaire et quitta Sydney le 21 février 1872.

## Dernières années
Belmore fut juge de paix dans le comté de Fermanagh, le comté de Tyrone et dans le Kent. Il fut nommé juge à la cour d'appel irlandaise à de nombreuses reprises entre 1885 et 1893 et fut nommé Lord Lieutenant (représentant personnel du souverain) pour le comté de Tyrone en 1892. Il fut également capitaine de la milice de Fermanagh et commandant des volontaires royaux irlandais à Londres.

## Mariage et descendance
Lord Belmore épousa Anne Elizabeth Honoria Gladstone, fille du capitaine John Neilson Gladstone, fils de John Gladstone (1er baronnet), et Elizabeth Honoria Bateson, le 22 août 1861 à St George's, Hanover Square, Londres. Le couple a eu 13 enfants: 3 fils et 10 filles. Tous sont arrivés à l'âge adulte.
- Lady Theresa Lowry-Corry (24 octobre 1862 – 18 mars 1938), célibataire
- Lady Florence Lowry-Corry (31 mars 1864 – 10 mai 1943), qui épousa le 12 octobre 1893 le Lieutenant Colonel John Henry Eden (mort en 1931)
- Lady Madeline Lowry-Corry (6 novembre 1865 – 30 mars 1898), célibataire
- Lady Mary Lowry-Corry (5 août 1867 – 5 octobre 1928), célibataire
- Armar Lowry-Corry, 5e comte Belmore, (5 mai 1870 – 12 février 1948) célibataire
- Cecil Lowry-Corry,6e comte Belmore, (20 mars 1873 – 2 mars 1949) célibataire
- Hon. Ernest Lowry-Corry (23 novembre 1874 – 11 mars 1912), célibataire
- Lady Winifred Lowry-Corry (18 août 1876 – 1959), célibataire
- Lady Edith Lowry-Corry (26 août 1878 – 25 octobre 1918), célibataire
- Lady Violet Lowry-Corry (15 juin 1881 – 1969), célibataire
- Lady Margaret Lowry-Corry (15 juillet 1883 – 1975), célibataire
- Lady Dorothy Lowry-Corry (6 juin 1885 – 1967), célibataire
- Lady Kathleen Lowry-Corry (28 juillet 1887 – 13 octobre 1972), qui épouse le 7 mai 1919 le Brigadier General Thomas Ward (décédé le 16 janvier 1949)

Il mourut le 6 avril 1913.